# Slovenië op het Junior Eurovisiesongfestival
Slovenië nam in 2014 en 2015 deel aan het Junior Eurovisiesongfestival.

## Overzicht
In de zomer van 2014 deed het gerucht de ronde dat Slovenië zijn debuut zou maken op het Junior Eurovisiesongfestival 2014 in Malta. Dit gerucht werd bevestigd op 20 augustus 2014. Ula Ložar werd de eerste Sloveense deelnemer. Ze eindigde uiteindelijk op een twaalfde plaats. 
Tijdens het Junior Eurovisiesongfestival 2015 was het land weer van de partij. Lina Kuduzović werd uitgekozen om het land te vertegenwoordigen. Van tevoren werd ze ingeschat als een kanshebber voor de overwinning. Winnen deed ze niet, maar behaalde met 112 punten toch een verdienstelijke derde plaats. Ondanks dit succes stopte Slovenië in 2016 met deelname aan het Junior Eurovisiesongfestival, vanwege de vele veranderingen in de regels.

## Lijst van Sloveense deelnames
| Jaar | Artiest        | Lied                  | Plaats | Punten | Taal               |
| ---- | -------------- | --------------------- | ------ | ------ | ------------------ |
| 2014 | Ula Ložar      | Nisi sam (your light) | 12     | 29     | Sloveens en Engels |
| 2015 | Lina Kuduzović | Prva ljubezen         | 3      | 112    | Sloveens en Engels |

| Kleur | Betekenis      |
| ----- | -------------- |
|       | Eerste plaats  |
|       | Tweede plaats  |
|       | Derde plaats   |
|       | Laatste plaats |
|       | Gastland       |

## Gegeven en gekregen punten
| Plaats | Land    | Punten |
| ------ | ------- | ------ |
| 1      | Armenië | 18     |
| 1      | Malta   | 18     |
| 3      | Rusland | 13     |
| 4      | Italië  | 12     |
| 4      | Servië  | 12     |

| Plaats | Land        | Punten |
| ------ | ----------- | ------ |
| 1      | Armenië     | 12     |
| 1      | Nederland   | 12     |
| 3      | Oekraïne    | 10     |
| 4      | Wit-Rusland | 9      |
| 5      | Bulgarije   | 8      |
| 5      | Rusland     | 8      |
| 5      | Servië      | 8      |

## Twaalf punten
(Een vetgedrukte editie betekent dat het land die editie won.)
| Twaalf punten gegeven aan: \| Aantal \| Land \| Edities \| \| ------ \| ------ \| ------- \| \| 1 \| Italië \| 2014 \| \| 1 \| Malta \| 2015 \| (J) = vakjury; (K) = kinderjury (vanaf 2016) |        |         |
| Aantal | Land   | Edities |
| 1 | Italië | 2014    |
| 1 | Malta  | 2015    |

2014 · 2015 · 2016-2024